# لوکا پاگانینی
لوکا پاگانینی (انگلیسی: Luca Paganini؛ زادهٔ ۸ ژوئن ۱۹۹۳) بازیکن فوتبال اهل ایتالیا است.
از باشگاه‌هایی که در آن بازی کرده‌است می‌توان به باشگاه فوتبال فروزینونه و باشگاه فوتبال آ.اس. رم اشاره کرد.